# إدوارد جونز (مهندس معماري)
إدوارد جونز (بالإنجليزية: Edward Jones)‏ هو مهندس معماري بريطاني، ولد في 1939 في سانت ألبانز في المملكة المتحدة.